# Taekwondo aux Jeux olympiques
Sport de démonstration en 1988 et 1992, le taekwondo apparaît au programme officiel des Jeux olympiques d'été de 2000 organisés à Sydney (Australie). C'est au cours de la 104e session du CIO qui s'est tenue à Paris en 1994 que le taekwondo intègre la liste des sports olympiques. À l'occasion des Jeux olympiques d'été de 2008 organisés à Pékin, huit épreuves seront organisées (quatre pour les hommes et quatre pour les femmes) pour la troisième figuration de ce sport aux J.O.

## Épreuves
Depuis sa première apparition en 2000, huit épreuves de taekwondo sont organisées, quatre masculines et quatre féminines. Les taekwondoïstes sont réparties selon leur poids en catégories de la façon suivante :
| Catégorie     | Hommes   | Femmes   |
| ------------- | -------- | -------- |
| Poids mouches | - 58 kg  | - 49 kg  |
| Poids légers  | 58–68 kg | 49–57 kg |
| Poids moyens  | 68–80 kg | 57–67 kg |
| Poids lourds  | + 80 kg  | + 67 kg  |

| Ces huit épreuves figurent au programme officiel pour les Jeux olympiques d'été de 2008 |

## Nations présentes
Entre 2000 et 2016, près de 611 athlètes en provenance de plus de cent nations différentes ont participé aux épreuves de judo des Jeux olympiques. La tendance est à la stagnation avec une soixantaine de délégations participantes depuis l'instauration de l'épreuve au programme olympique en 2000.
| Édition                                              | 00 | 04 | 08 | 12 | 16 |
| ---------------------------------------------------- | -- | -- | -- | -- | -- |
| Nombre de nations présentes en taekwondo par édition | 51 | 60 | 64 | 63 | 63 |

Le nombre indiqué entre parenthèses est le nombre d'athlètes engagés dans les épreuves officielles pour chaque pays sur l'ensemble des Jeux de 2000 à 2016.
| - Afghanistan (4) - Afrique du Sud (2) - Algérie (1) - Allemagne (12) - Arabie saoudite (1) - Argentine (7) - Arménie (1) - Aruba (1) - Australie (22) - Autriche (3) - Azerbaïdjan (9) - Belgique (55) - Belize (1) - Bénin (2) - Biélorussie (1) - Bosnie-Herzégovine (1) - Brésil (13) - Cambodge (2) - Canada (10) - Cap-Vert (1) - Chili (3) - Chine (16) - Colombie (9) - Corée du Sud (21) - Costa Rica (3) - Côte d'Ivoire (8) - Croatie (10) |  | - Cuba (13) - Danemark (4) - Égypte (15) - Émirats arabes unis (1) - Équateur (1) - Espagne (18) - Eswatini (1) - États-Unis (18) - Finlande (5) - France (14) - Gabon (3) - Grande-Bretagne (17) - Grèce (11) - Grenade (1) - Guatemala (5) - Guinée (1) - Haïti (2) - Honduras (2) - Hongrie (1) - Indonésie (3) - Îles Marshall (1) - Irak (1) - Iran (14) - Israël (3) - Italie (11) - Jamaïque (1) - Japon (7) |  | - Jordanie (8) - Kazakhstan (9) - Kenya (2) - Kirghizistan (2) - Koweït (1) - Liban (1) - Lesotho (3) - Libye (4) - Malaisie (4) - Mali (3) - Maroc (15) - Mexique (17) - Moldavie (1) - Monaco (1) - Mongolie (1) - Népal (3) - Nicaragua (1) - Niger (2) - Nigeria (7) - Norvège (4) - Nouvelle-Zélande (8) - Ouzbékistan (11) - Panama (2) - Papouasie-Nouvelle-Guinée (3) - Pays-Bas (7) - Pérou (3) - Philippines (10) |  | - Pologne (4) - Porto Rico (4) - Portugal (2) - Qatar (1) - République centrafricaine (4) - République démocratique du Congo (1) - République dominicaine (6) - Russie (11) - Samoa (2) - Sénégal (3) - Serbie (5) - Slovénie (4) - Suède (8) - Suisse (1) - Tadjikistan (2) - Taipei chinois (32) - Thaïlande (13) - Tonga (1) - Trinité-et-Tobago (2) - Tunisie (8) - Turquie (12) - Ukraine (3) - Venezuela (10) - Viêt Nam (9) - Yémen (2) |

## Tableau des médailles
Le tableau ci-dessous présente le bilan, par nations, des médailles obtenues en taekwondo lors des Jeux olympiques d'été de 2000 à 2020. Le rang est obtenu par le décompte des médailles d'or, puis en cas d'ex æquo, des médailles d'argent, puis de bronze.
Après les Jeux de 2024, la Corée du Sud est le pays ayant remporté le plus grand nombre de médailles olympiques en taekwondo avec vingt-cinq médailles dont quatorze en or. La Chine arrive en seconde position avec sept médailles d'or remportées pour un total de treize médailles. Depuis l'instauration du taekwondo au programme olympique quarante-six pays ont remporté au moins une médaille.
Tableau mis à jour après les Jeux olympiques de 2024.
| Rang  | Nation                 | Or | Argent | Bronze | Total |
| ----- | ---------------------- | -- | ------ | ------ | ----- |
| 1     | Corée du Sud           | 14 | 3      | 8      | 25    |
| 2     | Chine                  | 7  | 2      | 4      | 13    |
| 3     | Iran                   | 3  | 3      | 4      | 10    |
| 4     | États-Unis             | 3  | 2      | 6      | 11    |
| 5     | Grande-Bretagne        | 2  | 4      | 4      | 10    |
| 6     | Mexique                | 2  | 2      | 3      | 7     |
| 6     | Thaïlande              | 2  | 2      | 3      | 7     |
| 8     | Serbie                 | 2  | 2      | 1      | 5     |
| 9     | Taipei chinois         | 2  | 1      | 6      | 9     |
| 10    | Italie                 | 2  | 1      | 2      | 5     |
| 11    | Comité olympique russe | 2  | 1      | 1      | 4     |
| 12    | Ouzbékistan            | 2  | 1      | 0      | 3     |
| 13    | Espagne                | 1  | 5      | 1      | 7     |
| 14    | France                 | 1  | 3      | 7      | 11    |
| 15    | Turquie                | 1  | 3      | 5      | 9     |
| 16    | Grèce                  | 1  | 3      | 0      | 4     |
| 17    | Cuba                   | 1  | 2      | 4      | 7     |
| 18    | Jordanie               | 1  | 2      | 0      | 3     |
| 19    | Azerbaïdjan            | 1  | 1      | 2      | 4     |
| 19    | Tunisie                | 1  | 1      | 2      | 4     |
| 21    | Australie              | 1  | 1      | 0      | 2     |
| 22    | Croatie                | 1  | 0      | 5      | 6     |
| 23    | Côte d'Ivoire          | 1  | 0      | 3      | 4     |
| 24    | Argentine              | 1  | 0      | 0      | 1     |
| 24    | Hongrie                | 1  | 0      | 0      | 1     |
| 26    | Russie                 | 0  | 2      | 2      | 4     |
| 27    | Norvège                | 0  | 2      | 0      | 2     |
| 28    | Canada                 | 0  | 1      | 2      | 3     |
| 29    | Allemagne              | 0  | 1      | 1      | 2     |
| 29    | République dominicaine | 0  | 1      | 1      | 2     |
| 31    | Gabon                  | 0  | 1      | 0      | 1     |
| 31    | Macédoine du Nord      | 0  | 1      | 0      | 1     |
| 31    | Niger                  | 0  | 1      | 0      | 1     |
| 31    | Viêt Nam               | 0  | 1      | 0      | 1     |
| 35    | Égypte                 | 0  | 0      | 4      | 4     |
| 36    | Brésil                 | 0  | 0      | 3      | 3     |
| 37    | Afghanistan            | 0  | 0      | 2      | 2     |
| 37    | Venezuela              | 0  | 0      | 2      | 2     |
| 39    | Belgique               | 0  | 0      | 1      | 1     |
| 39    | Bulgarie               | 0  | 0      | 1      | 1     |
| 39    | Colombie               | 0  | 0      | 1      | 1     |
| 39    | Danemark               | 0  | 0      | 1      | 1     |
| 39    | Israël                 | 0  | 0      | 1      | 1     |
| 39    | Japon                  | 0  | 0      | 1      | 1     |
| 39    | Kazakhstan             | 0  | 0      | 1      | 1     |
| 39    | Nigeria                | 0  | 0      | 1      | 1     |
| Total | Total                  | 56 | 56     | 96     | 208   |

## Records

### Multiples médaillés
Après deux Jeux olympiques, seuls trois taekwondoïstes (1 homme, 2 femmes) sont doubles médaillés d'or :
- Steven Lopez
- Chen Zhong
- Jade Jones

Outre ces deux derniers, ils sont trois à avoir remporté deux médailles olympiques :
- Hadi Saei Bonehkohal
- Pascal Gentil
- Huang Chih-hsiung